# St. Lorenzen (Südtirol)
St. Lorenzen ([saŋkt loˈrɛntsn̩]; italienisch San Lorenzo di Sebato, ladinisch San Laurënz) ist eine italienische Marktgemeinde mit 3902 Einwohnern (Stand 31. Dezember 2023) im Pustertal in Südtirol und liegt am Zusammenfluss von Rienz und Gader.
Im Gemeindegebiet befand sich in der Antike die römische Straßenstation Sebatum. Zur Gemeinde gehören auch Schloss Sonnenburg, ein ehemaliges Kloster, dem im Mittelalter größere Teile des Gadertales abgabenpflichtig waren, und die Michelsburg.

## Geographie

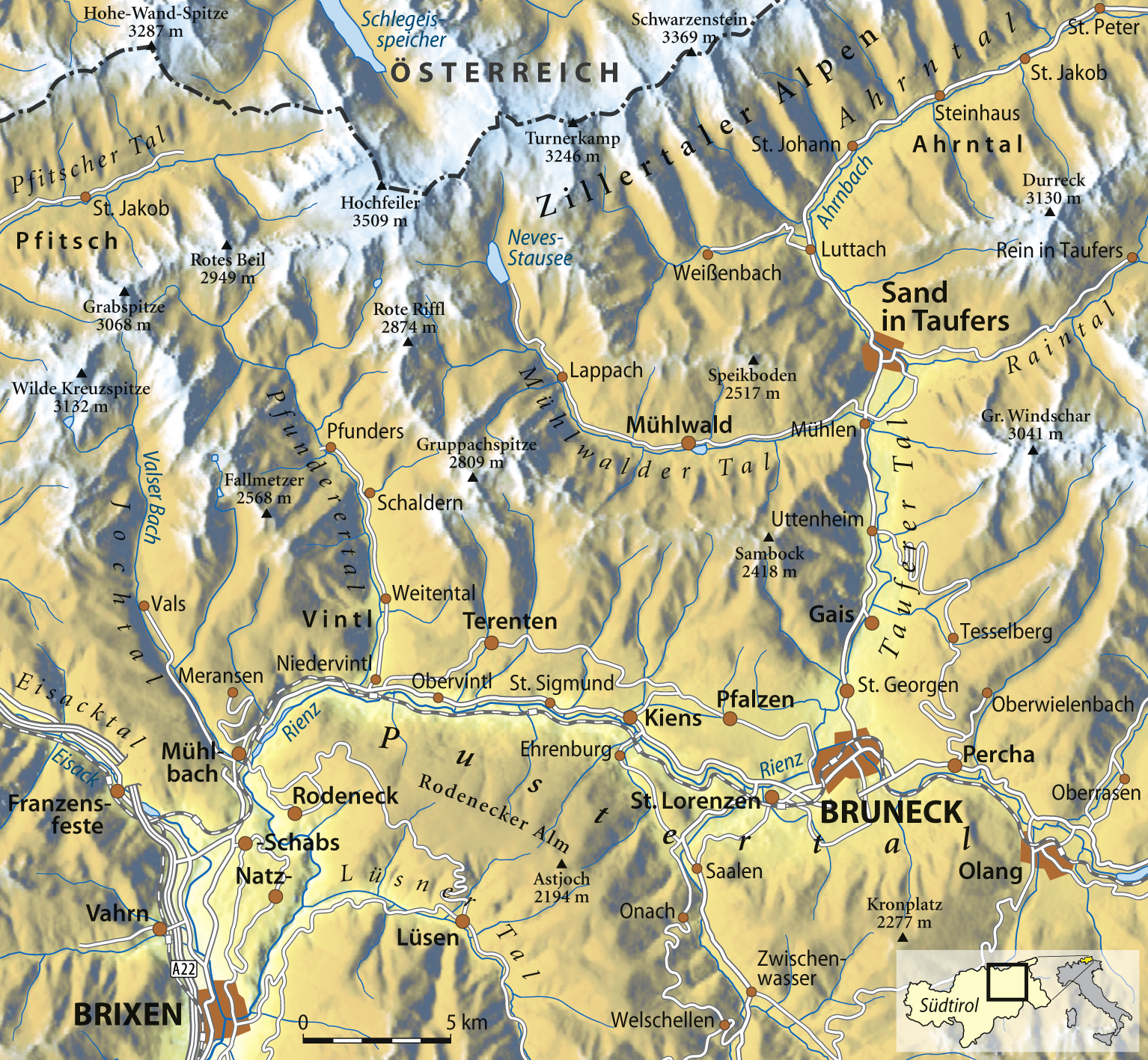
Lage von St. Lorenzen im Pustertal

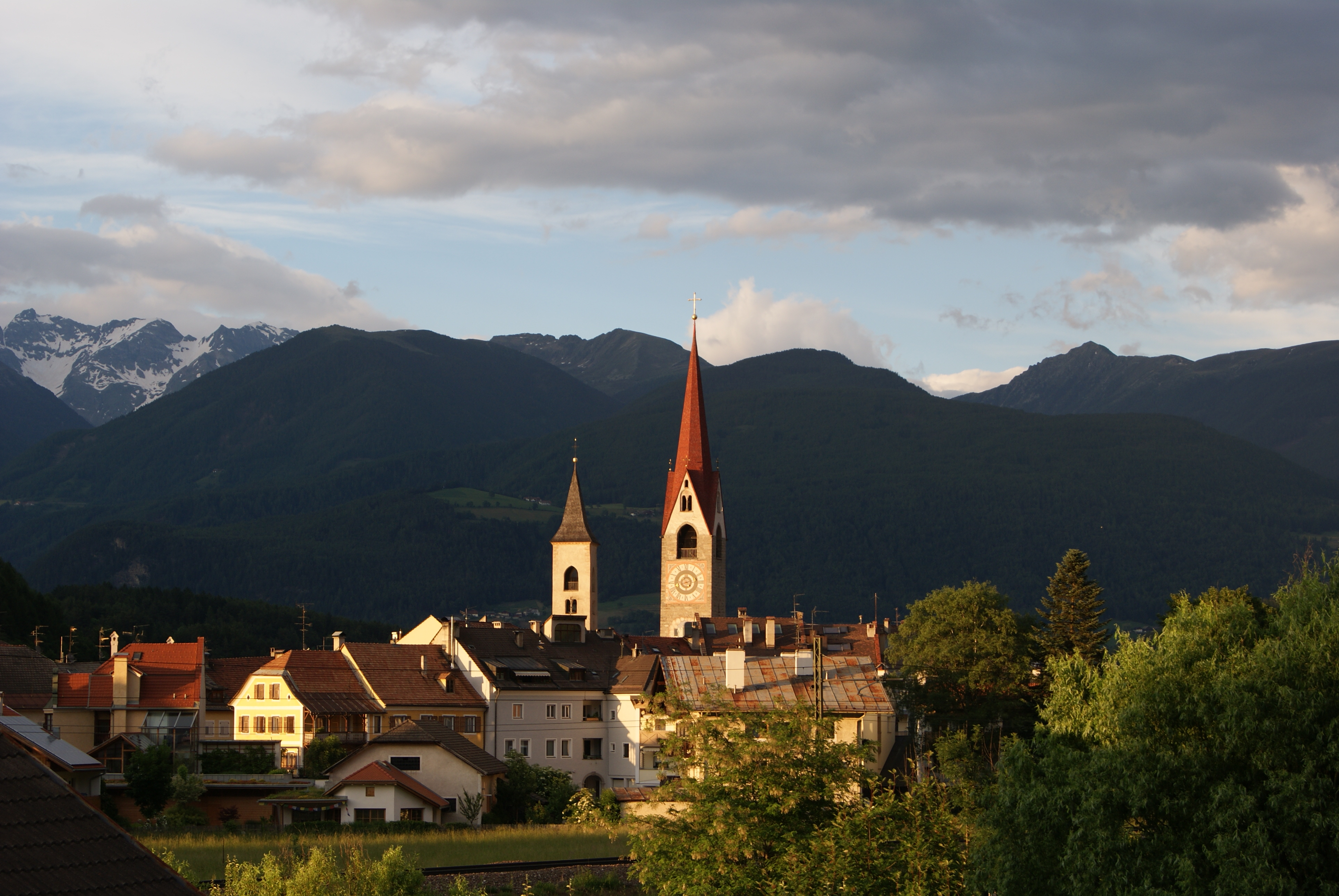
Blick auf St. Lorenzen

Die 51,50 km² große Fläche des Gemeindegebiets von St. Lorenzen erstreckt sich über Teile des Pustertals – darunter den westlichen Rand der Brunecker Weitung, in der sich die nahe Stadt Bruneck ausdehnt – sowie des unteren Gadertals und der umliegenden Berggebiete der nördlichen Dolomiten. Im Pustertal wird die Gemeinde von der Rienz in Ost-West-Richtung durchflossen, die Gader durchfließt die Gemeinde bis zu ihrer Mündung in die Rienz in Süd-Nord-Richtung. Sie umfasst neben dem Hauptort noch zwölf Fraktionen.
Südlich der Rienz und östlich der Gader befindet sich – nahe dem Zusammentreffen der beiden Flüsse – der Hauptort der Gemeinde, St. Lorenzen (810 m s.l.m.). Im dahinter ansteigenden Gelände liegen südlich hintereinander die Fraktionen St. Martin (820–870 m) und Moos (900–930 m) und südöstlich – zur Brunecker Fraktion Reischach hin – Stefansdorf (920–960 m). Noch weiter südlich, wo die ersten Erhebungen der Pragser Dolomiten den Eingang zum Gadertal markieren, folgt am Ostufer der Gader Saalen (970–980 m).
Südlich der Rienz und westlich der Gader liegt – direkt am Zusammentreffen der beiden Flüsse – die Fraktion Pflaurenz (800–810 m). Südwestlich davon befinden sich im Talboden der Gader zunächst Runggen (860–870 m) und dann Montal (840–890 m). Hinter Montal steigt das Gelände zu den Lüsner Bergen an. Das Gemeindegebiet reicht hier bis zur Rodenecker und Lüsner Alm und findet am Astjoch (2194 m) seinen höchsten Punkt. An ihren Hängen bieten die Lüsner Berge zwei weiteren Fraktionen Platz: Ellen (1320–1370 m) westlich oberhalb von Montal gelegen und im Süden – nahe der Nachbargemeinde Enneberg – über dem engen Eingang des Gadertals Onach (1110–1150 m).
Nördlich der Rienz befinden sich unterhalb der Hangterrasse der Nachbargemeinde Pfalzen schließlich die Fraktionen Sonnenburg (810–840 m) – gegenüber dem Hauptort und Pflaurenz gelegen – sowie Fassing (880–900 m) und Lothen (960–970 m).

## Geschichte

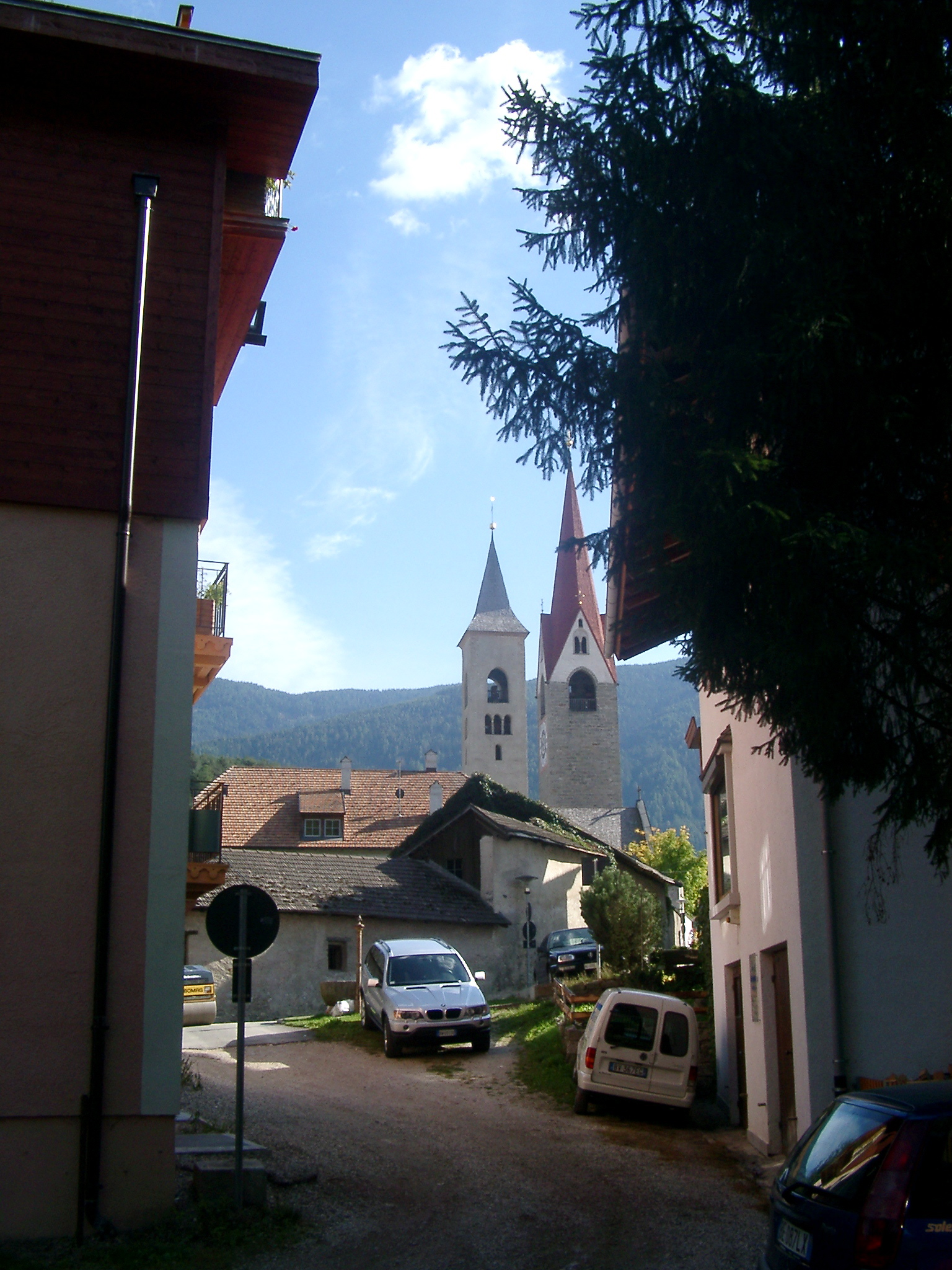
Ortsmitte

Im 19. Jahrhundert wurde die These des deutschen Historikers Theodor Mommsen bestätigt, wonach das im Itinerarium Antonini erwähnte Sebatum bei St. Lorenzen liegt und nicht wie vorher angenommen bei Schabs im Eisacktal.
Der Name dürfte vorrömischen Ursprungs hin und verweist in die Zeit der keltischen Besiedlung des Pustertales durch den Stamm der Saevaten. Der Ort stellte im römischen Reich insbesondere in den ersten drei Jahrhunderten eine wichtige Straßenstation dar. Mörtelgemauerte Häuser, teilweise mit Fußbodenheizung und Bäder sind aus dieser Zeit archäologisch nachweisbar und deuten auf relativ großen Wohlstand hin. Auch eine römische Straße wurde teilweise ausgegraben. Im 4. Jahrhundert begann im Zuge der Völkerstürme der Spätantike der Niedergang der Siedlung. Die gemörtelten Steinhäuser wurden von einfachen Häusern und Holzhäusern abgelöst. Im Verlauf des 6. Jahrhunderts zog man sich vermutlich auf den Burgkofel bei Lothen zurück. Ein Münzschatz, der um das Jahr 539 vergraben wurde, markiert das Ende der Talsiedlung.
Anfang des zweiten Jahrtausends taucht der Ort als ad Sanctum Laurentium (1060–1070) im Traditionsbuch des Hochstifts Brixen wieder als inzwischen bairisch besiedeltes Gebiet mit den beiden Burgen Sonnenburg und Michelsburg auf.
Im Jahr 1455 belehnte der Brixner Bischof Nikolaus von Kues Hans Jöchl von Sterzing mit Besitz in Ellen und Stefansdorf.
Während des Bauernaufstandes von 1525 breiteten sich in Tirol die Täufer aus, die im Gegensatz zur katholischen Kirche nur mehr die Glaubenstaufe akzeptierten. Der bedeutendste unter ihnen war der Hutmacher Jakob Hutter, der aus Moos bei St. Lorenzen im Pustertal stammte. 1529 leitete er in Welsberg die erste entstandene Täufergemeinde. Als es in Tirol zu einer Verfolgung gegen die Täufer kam, flüchtete Hutter nach Mähren, heute: Tschechien, wo er die Gemeinschaft der Hutterischen Brüder gründete. 1535 kehrte er nach Tirol zurück, aber er wurde in Klausen verhaftet, nach Innsbruck überführt und dort am 25. Februar 1536 vor dem Goldenen Dachl verbrannt. Wegen Unterdrückung, Repression und Verfolgungen in ganz Europa flohen viele Hutterer nach Nordamerika, wo im 21. Jahrhundert etwa 45.000 Anhänger in den USA und in Kanada in Form von Gütergemeinschaften leben. Sie sprechen noch immer das Hutterische, einen Deutsch gefärbten Dialekt, als ihre Muttersprache.
1928 erhielt die Gemeinde ihre heutige Ausdehnung. Die bis dato eigenständigen Gemeinden Montal, Ellen und Onach wurden St. Lorenzen zugeschlagen, gleichzeitig musste Stegen an die Gemeinde Bruneck abgetreten werden.

## Politik

### Bürgermeister
Bürgermeister seit 1952:
- Josef Alverà: 1952–1960
- Josef Steinkasserer: 1960–1969
- Oswald Galler: 1969–2000
- Helmut Gräber: 2000–2015
- Martin Ausserdorfer: seit 2015

### Wappen
Das Wappen wurde mit Beschluss des Gemeinderates und durch einen Beschluss des Landesausschusses genehmigt. Das Wappen zeigt den Hl. Laurentius.

## Bevölkerung
St. Lorenzen ist gemäß den erhobenen Sprachgruppenzugehörigkeitserklärungen bzw. Sprachgruppenzuordnungserklärungen eine weitgehend deutschsprachige Gemeinde. Als Berechnungsgrundlage der folgenden Prozentwerte wurden die gültigen Erklärungen von Personen mit italienischer Staatsbürgerschaft herangezogen.
| Sprache     | 1981    | 1991    | 2001    | 2011    | 2024    |
| ----------- | ------- | ------- | ------- | ------- | ------- |
| Deutsch     | 96,95 % | 96,55 % | 96,63 % | 95,31 % | 93,84 % |
| Italienisch | 1,99 %  | 2,18 %  | 2,04 %  | 2,64 %  | 3,95 %  |
| Ladinisch   | 1,06 %  | 1,27 %  | 1,34 %  | 2,05 %  | 2,22 %  |

## Bildung
Auf dem Gemeindegebiet befinden sich drei Grundschulen im Hauptort St. Lorenzen, in Montal und in Onach, die zusammen dem deutschen Schulsprengel der Nachbargemeinde Bruneck II angeschlossen sind.

## Verkehr
St. Lorenzen wird von der SS 49, der Pustertalbahn, die am Bahnhof St. Lorenzen eine Zugangsstelle bietet, und der Radroute 3 „Pustertal“ durchquert. Zudem zweigt in der Gemeinde die das Gadertal erschließende SS 244 südwärts ab.

## Wirtschaft
Ungefähr die Hälfte der Fläche sind Wald, Almwiesen und Weidegebiet. Ungefähr 1700 ha werden von 263 landwirtschaftlichen Betrieben bewirtschaftet. Der Großteil der landwirtschaftlichen Betriebe sind Nebenerwerbsbauern. Die Haupterwerbsquelle ist vor allem der Tourismus.

## Sehenswürdigkeiten

### Kirche

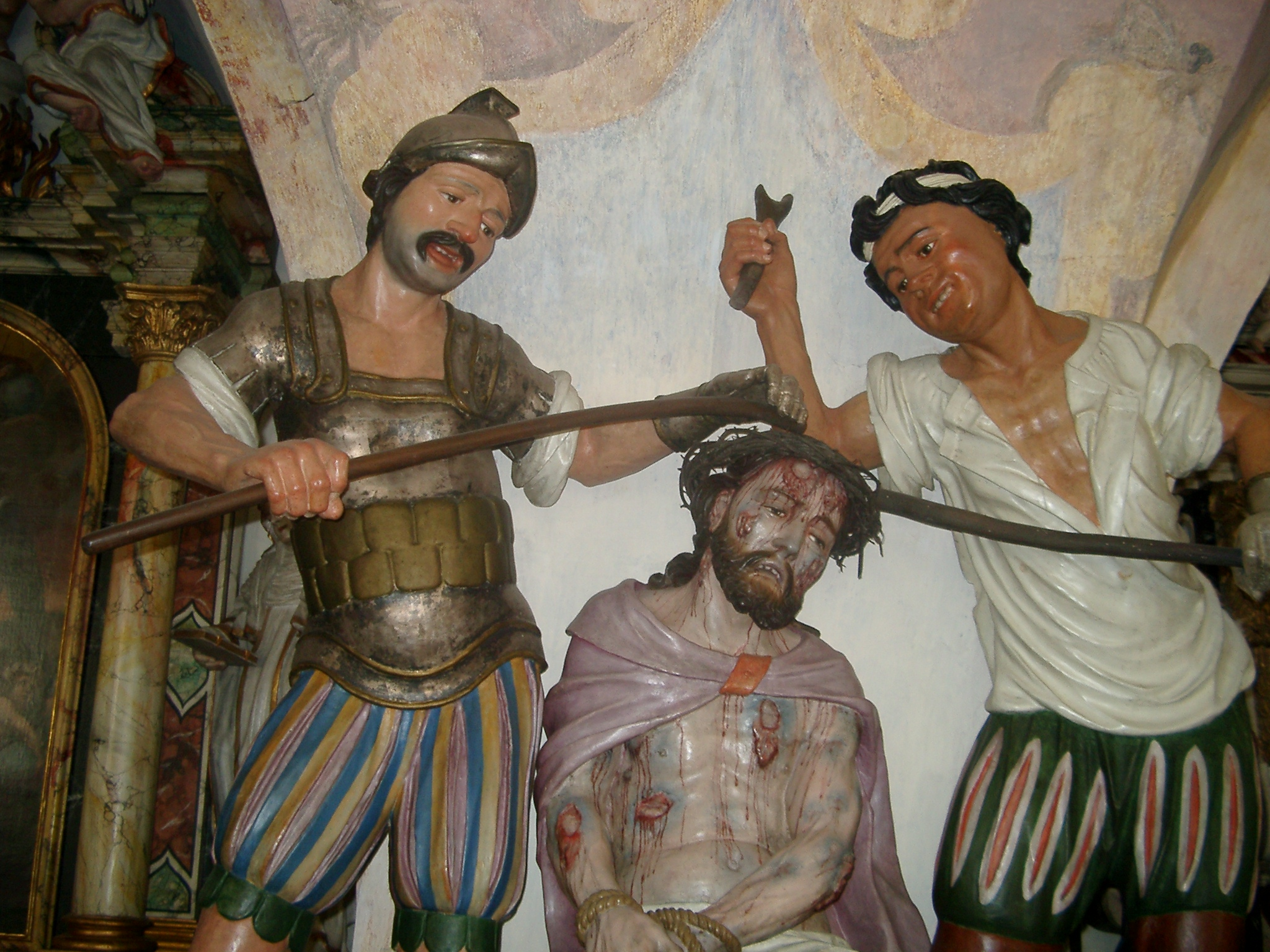
In der Kirche

Die Pfarrkirche gehört zu den ältesten Kirchen im Pustertal. Sie wurde bereits im 11. Jahrhundert urkundlich erwähnt. Der erste Kirchenbau ist aber bereits in das Ende des 4. oder den Anfang des 5. Jahrhunderts zu datieren. Die Pfarrkirche zum Hl. Laurentius, so wie sie sich heute präsentiert, ist das Ergebnis zahlreicher Erweiterungen, Anbauten und Änderungen, vom Mittelalter bis zur jüngsten Zeit. Mit ihren zwei ungleichen Türmen prägt sie das Bild der Ortschaft. Der mächtige gotische Turm wurde laut einer Inschrift 1454 vollendet. Die Turmuhr stammt aus dem Jahre 1541. Der kleine Turm zeigt mit seinen Spitzbogenfenstern eine spätere Erhöhung. Der untere Teil, an dem bei einer Restaurierung 1988 die romanischen Schallfenster freigelegt wurden, stammt wohl aus dem 13. Jahrhundert und dürfte an eine Seitenkapelle des ältesten Teils der Kirche angebaut gewesen sein.
Als wertvollstes Kunstwerk gilt die Madonna mit dem Jesuskind mit der Traube, die neben dem linken Seitenaltar angebracht ist. Dies ist der Rest eines vom Brunecker Bildhauer Michael Pacher um 1460 geschnitzten Flügelaltars. 
In der angebauten Egererkapelle finden sich drastische Darstellungen zur Kreuzigung Christi, etwa wie ihm die Dornenkrone aufgesetzt wird, sowie Darstellungen des Fegefeuers.

### Museum Mansio Sebatum

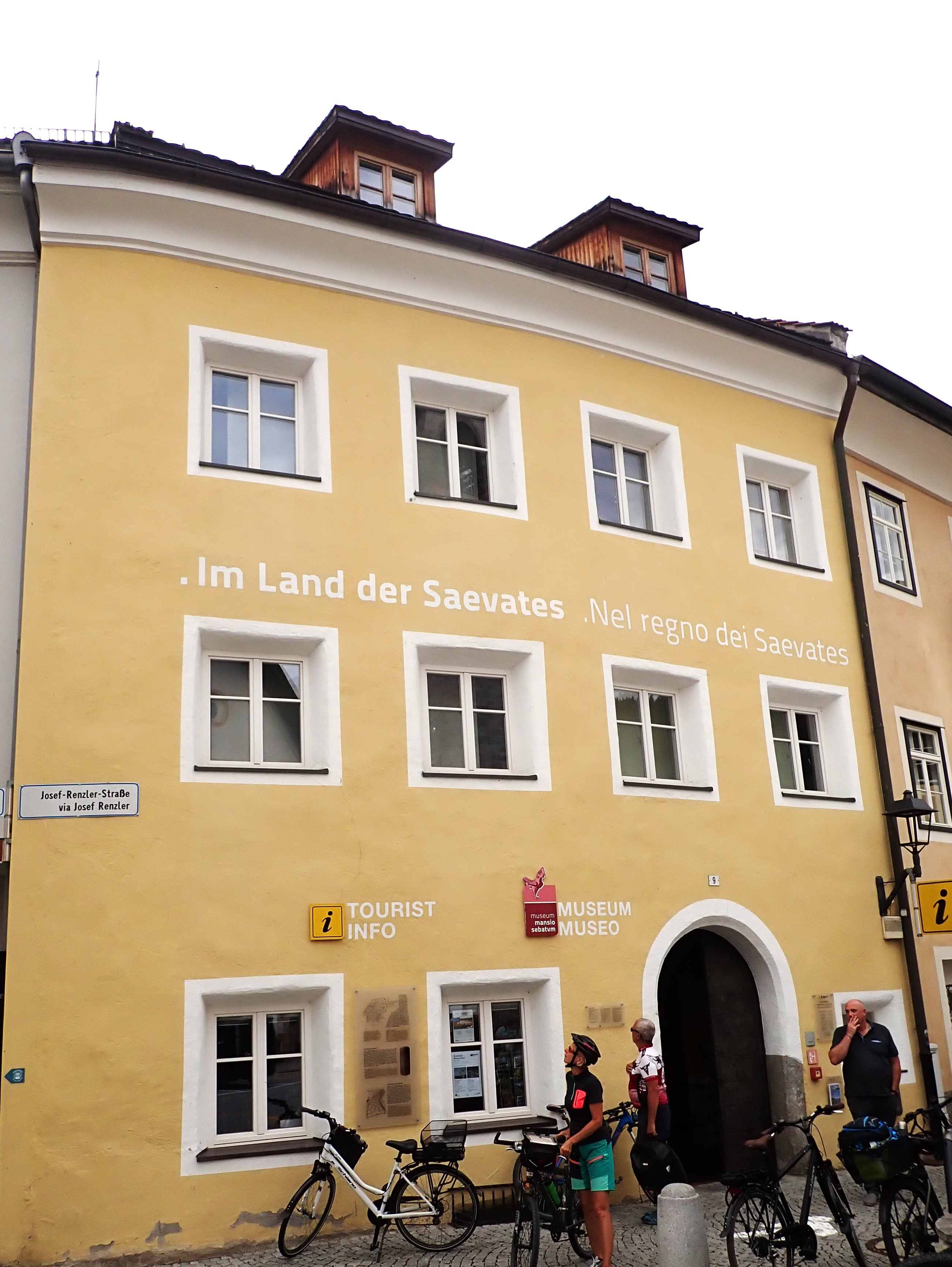
Museum Mansio Sebatum

Das 2011 eröffnete Museum Mansio Sebatum in St. Lorenzen ist das einzige Museum in Südtirol, das sich ganz der Römerzeit widmet. Auf drei Stockwerken wird im alten Rathaus die Siedlung Sebatum von den Anfängen bis zum Untergang thematisiert. Im Pustertal lebte in römischer Zeit der norische Stamm der Saevates. Im Ort Sebastum bestand eine der römischen Raststationen (mansiones) des Cursus publicum, des seit Augustus eingerichteten staatlichen Kurier- und Transportdienstes. Der Besucher soll in die Welt der Eisenzeit und Römerzeit eintauchen und das Leben an der Straße kennenlernen. Das Museum arbeitet mit den aktuellen museumspädagogischen Konzepten. Die Vermittlung der Themen erfolgt nicht nur über eine Vielzahl an Fundstücken, sondern auch über die Dokumentation verschiedener Grabungen, über Modelle, Rekonstruktionen, interaktive Präsentationen, Filmdokumentationen sowie Untermalung mit Hintergrundgeräuschen und -musik, um alle Sinne des Besuchers anzusprechen und ihn auch atmosphärisch in die Vergangenheit zu geleiten.
Im ersten und zweiten Stockwerk des Rathauses werden Einzelheiten der damaligen Zeit szenisch erläutert und anschaulich gemacht, und zwar mit Ausstellungsstücken in Vitrinen, mit Filmen und Inszenierungen. Im dritten Obergeschoss stehen der römische Jenseitskult und die Grabriten im Mittelpunkt, schließlich wurden in St. Lorenzen Gräber mit vielen Beigaben aus der Römerzeit entdeckt. Ein weiteres Thema ist der Niedergang des Römischen Reiches, der natürlich an Sebatum nicht spurlos vorübergegangen ist: Der Handel kam zum Erliegen, das Straßennetz verfiel, düstere Zeiten brachen an, trotz Christianisierung in der Spätantike.
Vor dem Museum steht ein römischer Meilenstein aus Quarzphyllit mit dreizehnzeiliger Beschriftung, die an die Erneuerung der Pustertalstraße im Jahr 218 unter Kaiser Macrinus und seinem Sohn Diadumenianus erinnert. Auf dem Sonnenburger Kopf ist außerdem ein archäologischer Panoramaweg mit 16 Schautafeln eingerichtet.

## Persönlichkeiten
- Friedrich von Sonnenburg (13. Jh.), Dichter
- Jakob Hutter (um 1500–1536), Anführer des Tiroler Täufertums
- Franz Hellweger (1812–1880), Maler
- Josef Knapp (1921–2014), Priester, Kirchenmusiker und Komponist
- Maria Hochgruber Kuenzer (* 1958), Politikerin